# De naald in de hooiberg
De naald in de hooiberg is een hoorspel van Arnold Yarrow. Anne Ivitch vertaalde en bewerkte het. De VARA zond het uit op zaterdag 9 december 1967 (met een herhaling op zaterdag 28 september 1968). De regisseur was Jan C. Hubert. De uitzending duurde 78 minuten.

## Rolbezetting
- Jan Wegter (dr. Graham)
- Harry Bronk (dr. Penney)
- Paul van der Lek (dr. Silberston)
- Hans Veerman (inspecteur Fowler)
- Joke Hagelen (Pauline Beckwith)
- Hans Karsenbarg (Eric Nugence)
- Tine Medema (mevrouw Hesseltine)

## Inhoud
De problematiek van dit hoorspel berust op twee gegevens: misbruik van heroïne en de wondstijfkramp die in medische kringen tetanus traumaticus, in de volksmond klem heet en het gevolg is van onhygiënische praktijken. Een beeld hiervan geeft de zogenaamde klassieke beschrijving die in de speltekst is opgenomen: “De patiënt achterover, gespannen als een boog, het hoofd tussen de schouderbladen… Mochten echter de levenskrachten nog te sterk zijn, dan blijft de lijder niet gespannen als een boog, hij wordt ineengerold als een bal. Een onmenselijke ellende.” Inspuiting met een serum kan de ziekte, mits het ruggenmerg nog niet is aangetast, tegenhouden. Het komt erop aan, tijdig en snel in te grijpen. Hier stuit men echter op de moeilijkheid dat de patiënten meestal niet willen spreken. In dit hoorspel forceert de politie in samenwerking met een dokter de doorbraak naar een oplossing…